# Reacció endotèrmica
Una reacció endotèrmica en termodinàmica és un procés o reacció en el que el sistema absorbeix energia de l'entorn en forma de calor. La seva etimologia deriva del prefix grec «endo-», derivat alhora de la paraula ἔνδον, endon, "a dins" i el sufix grec –ther, que vol dir “escalfor” (endotèrmic = "escalfament intern"). Endotèrmic, es refereix en la química a una reacció que absorbeix calor del seu entorn. No s'ha de confondre aquest concepte amb endergònic, en una reacció endergònica s'absorbeix energia en qualsevol forma de l'entorn. El contrari d'un procés endotèrmic és una reacció exotèrmica, qualsevol procés que deixi anar energia en forma d'escalfor. El terme «endotèrmic» va ser creat per Marcellin Pierre Eugène Berthelot (1827 – 1907). Aquest concepte s'aplica sovint a les ciències físiques a afers com, per exemple, reaccions químiques, on l'energia tèrmica (calor) es converteix a energia química d'enllaç.
Les reaccions químiques endotèrmiques necessiten energia “extra” per ocórrer. En una reacció termoquímica del tipus endotèrmic, la calor es posa al costat dels reactius, ja que és necessària i absorbida durant la reacció. Alguns exemples de processos endotèrmics són:
- Un pac fred per tractar contusions, que consisteix primàriament de dues bosses que contenen nitrat d'amoni i aigua.
- Evaporació o fusió de qualsevol substància, qualsevol canvi d'estat que cicli cap a la forma gasosa.
- La fotosíntesi.

Q > 0 
Quan això ocorre a pressió constant: 
∆H > 0
Amb volum constant: 
∆U > 0
Si l'entorn no proporciona energia (quan el sistema és adiabàtic), una transformació endotèrmica ens porta a una disminució de la temperatura del cicle.